# Waiting for the Sun
„Waiting for the Sun“ е третият албум на американската група Доорс. Издаден е през 1968 г. и става първият албум на групата, достигнал първо място и включва „Hello, I Love You“ – втория им сингъл, достигнал първа позиция. С изключение на две песни, материалът за този албум е написан след като са написани песните за първите два албума. Основното в този албум е трябвало да бъде дългото театрално парче „Celebration of the Lizard“, но в крайна сметка в албума влиза само частта „Not to Touch the Earth“. Критиците заявяват, че Доорс страдат от „синдрома на третия албум“ – по времето, когато групата е трябвало да направи албума, креативността им вече е силно ограничена.

## Структура
„Celebration of the Lizard“ е трябвало да заема цяла страна от албума, но групата така и не се решава да го направи (по-късно тя е включена в „Absolutely Live“). Поради тази причина две стари песни на Доорс са записани на ново, за да запълнят празнотата – това са „Hello I Love You“ and „Summer's Almost Gone“. „Celebration of the Lizard“ и две по-ранни версии на „Not to Touch the Earth“ са включени като бонус към изданието по случай 40-годишнината от излизането на албума.
Въпреки че албумът е силен, в текстово и музикално отношение често е критикуван за по-лекото и сладникаво звучене. Той се счита за отдалечаване от прямотата и амбициозността, с които групата става известна. Въпреки това албумът съдържа истински класики като „Five to One“, анти-военната „The Unknown Soldier“ и емоционално наситената „Not to Touch the Earth“.
Интересно е, че песента „Waiting for the Sun“ отпада от албума, но е включена в „Morrison Hotel“ (1970).

## Съсържание
Всички песни са написани от Джим Морисън, Роби Кригър, Рей Манзарек и Джон Дензмор.
1. „Hello, I Love You“ – 2:16
2. „Love Street“ – 2:53
3. „Not to Touch the Earth“ – 3:56
4. „Summer's Almost Gone“ – 3:22
5. „Wintertime Love“ – 1:54
6. „The Unknown Soldier“ – 3:25
7. „Spanish Caravan“ – 3:03
8. „My Wild Love“ – 3:01
9. „We Could Be So Good Together“ – 2:26
10. „Yes, the River Knows“ – 2:36
11. „Five to One“ – 4:26

### Бонус песни от пре-издадения през 2006 CD
1. „Albinoni's Adagio in G minor“ – 4:32
2. „Not to Touch the Earth“ (диалог) – 0:38
3. „Not to Touch the Earth“ (take 1) – 4:05
4. „Not to Touch the Earth“ (take 2) – 4:18
5. „Celebration of The Lizard“ (експеримент/работен процес) – 17:09

## Класиране
| Година | Класация      | Позиция |
| ------ | ------------- | ------- |
| 1968   | Billboard 200 | 1       |

## Състав
- Джим Морисън – вокал
- Роби Кригър – китари
- Рей Манзарек – орган, пиано, бас кииборд
- Джон Дензмор – барабани